# Vouillé (Deux-Sèvres)
Vouillé település Franciaországban, Deux-Sèvres megyében. Lakosainak száma 3538 fő (2022. január 1.). Vouillé Aiffres, La Crèche, Chauray, Fressines, Niort, Prahecq és Aigondigné községekkel határos.

## Népesség
A település népessége az elmúlt években az alábbi módon változott:
| Lakosok száma | 3247 | 3281 | 3424 | 3292 | 3318 | 3345 | 3369 | 3431 | 3538 |
|               | 2013 | 2015 | 2016 | 2017 | 2018 | 2019 | 2020 | 2021 | 2022 |